# Limonia amabilis antistes
Limonia amabilis antistes is een ondersoort van de tweevleugelige Limonia amabilis uit de familie steltmuggen (Limoniidae). De soort komt voor in het Palearctisch gebied.